# Luivac
Luivac – preparat immunostymulacyjny produkowany przez japońskie konsorcjum farmaceutyczne Daiichi Sankyo Co. Lek zawiera lizat bakteryjny, którego celem jest pobudzenie układu immunologicznego. Stosowany szczególnie w częstych zakażeniach górnych dróg  oddechowych. W Polsce dostępny jest tylko jako lek na receptę.

Przeczytaj ostrzeżenie dotyczące informacji medycznych i pokrewnych zamieszczonych w Wikipedii.